# 千歳市立北栄小学校
千歳市立北栄小学校（ちとせしりつ ほくえいしょうがっこう）は、北海道千歳市北栄に所在する公立小学校。

## 沿革
1953年5月25日、千歳小学校から分離し、旧北信濃1347番地に「千歳町立北栄小学校」（9学級、児童474名）が開校した。
年表
- 1953年（昭和28年）- 校舎第一期工事完成、千歳町立北栄小学校が開校、校舎第二期工事完成、校章制定[1]。
- 1954年（昭和29年）- 校舎第三期工事完成[1]。
- 1955年（昭和30年）- 第一グランド完成、校歌制定[1]。
- 1956年（昭和31年）- 校舎第四期工事完成、校旗制定、屋内体育館完成、校舎完成[注 1][1]。
- 1957年（昭和32年）- 緑小学校が分離[1]。
- 1958年（昭和33年）- 市制施行により千歳市立北栄小学校に改称。
- 1960年（昭和35年）- 第二グランド完成[1]。
- 1962年（昭和37年）- 校舎防音工事[1]。
- 1968年（昭和43年）- 信濃小学校が分離[1]。
- 1970年（昭和45年）- 屋外水泳プ－ル完成[1]。
- 1971年（昭和46年）- 高台小学校が分離[1]。
- 1973年（昭和48年）- 情緒障害児学級を新設[1]。
- 1978年（昭和53年）- 校舎改築第一期工事完成、校舎改築第二期工事完成、校舎移転[1]。
- 1980年（昭和55年）- 校舎改築第三期工事完成、体育館完成、全工期が完了し校舎完成[1]。
- 1993年（平成5年）- 特別教室改修、校舎二・三階屋上補修、体育館照明設備改修、家庭科室改修[1]。
- 1999年（平成11年）- 校舎外壁工事完成[1]。
- 2002年（平成14年）- 理科室改修工事完成[1]。
- 2003年（平成15年）- トイレ改修工事完成[1]。
- 2008年（平成20年）- 二学期制導入[2][3]、心の教室開設[1]。
- 2011年（平成23年）- 屋上防水工事、校舎・体育館耐震工事[1]。

## 教育目標
- 「主体的な子」主体的に工夫して学習する子ども[4]。
- 「創造的な子」情操に富み創造的な子ども[4]。
- 「責任感のある子」連帯感を深め責任ある行動をする子ども[4]。
- 「明るく元気な子」体力の向上に努め健康で明るい子ども[4]。
- 「働く子」勤労を愛する子ども[4]。

## 通学区域
通学区域は以下の通り。
- 幸町
- 千代田町
- 栄町
- 北栄
- 錦町3丁目 - 4丁目の東側
- 新富の一部

## 進学先中学校
- 千歳市立千歳中学校

## 交通アクセス
鉄道
- JR千歳線千歳駅西口より、徒歩18分。

バス
- 北海道中央バス 千歳線「北栄小学校」停留所下車、徒歩4分[6]。